# Karolinisches Kataster

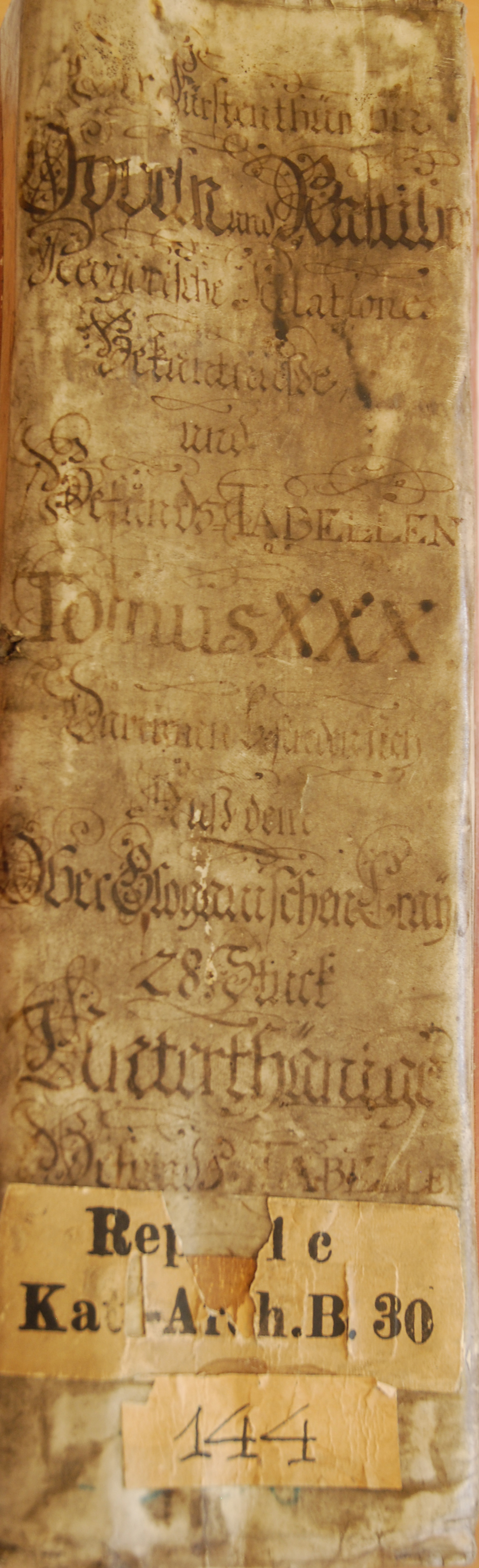
Karolinisches Kataster, Band 30, Buchdeckel

Das Karolinische Steuerkataster (auch Schlesisches Steuerkataster) wurde auf Anordnung des Kaisers Karl VI. (1685–1740) in den Jahren 1722 bis 1726 angelegt. Mit diesem sollte das alte Steuerkataster aus dem 16. Jahrhundert ersetzt werden. Zugleich sollte das Steuersystem in Schlesien modernisiert werden. Bereits im Jahr 1721 erfolgte eine Komplettaufnahme der Vermögensverhältnisse der schlesischen Bevölkerung. Deren Selbstauskünfte wurden nachfolgend durch sogenannte „Rektifikationskommissionen“ (Steuerfestsetzungskommissionen) überprüft. Das Ergebnis waren mehrere hundert Bände detaillierter Aufzeichnungen über das besteuerbare Vermögen in Schlesien. Die einzelnen Bände des Karolinischen Katasters enthalten u. a. für den Rustikalbesitz der Bauern Angaben über die Höfe, den Acker- und Viehbesitz, die örtliche Mühlen, Wälder und Teiche. Für die Städte wurden Angaben zu den Hausbesitzern, ihren Gärten, landwirtschaftlichen Besitzungen und ihr bürgerliches Gewerbe verzeichnet.
Die Bände des Karolinischen Steuerkatasters haben sich bis nach dem Zweiten Weltkrieg, der den Übergang Schlesiens an Polen zur Folge hatte, erhalten. Sie liegen hauptsächlich im Staatsarchiv Breslau (Archiwum Państwowe w Wrocławiu) unter der Bezeichnung „82/164/0 Kataster Karoliński“.
Der Bestand besteht aus insgesamt 194 Akteneinheiten (AE) und gliedert sich wie folgt:
- Fürstentum Breslau 1723–1725, 11 Akteneinheiten (AE).
- Fürstentum Brieg 1723–1725, 26 AE.
- Fürstentum Glogau 1723–1725, 24 AE.
- Fürstentum Liegnitz 1723–1725, 10 AE.
- Fürstentum Leobschütz 1723–1725, 10 AE.
- Freie Standesherrschaft Militsch 1723–1725, 10 AE.
- Fürstentum Münsterberg 1722–1725, 8 AE.
- Fürstentum Neisse 1723–1725, 8 AE.
- Fürstentum Oels 1722–1725, 26 AE.
- Fürstentum Oppeln-Ratibor 1722–1726, 43 AE.
- Fürstentum Schweidnitz-Jauer 1722–1726, 10 AE.
- Freie Standesherrschaft Trachenberg 1723–1724, 2 AE.
- Ujest 1726, 1 AE (vormals bischöflicher Besitz „Ujester Halt“)
- Freie Standesherrschaft Carolath (= Beuthen an der Oder) 1723–1725, 2 AE.
- Freie Standesherrschaft Pleß 1723–1727, 7 AE.
- Fürstentum Neisse 1724–1725, 1 AE.
- Freie Standesherrschaft Beuthen (= Beuthen O.S.) 1723–1725, 1 AE.

Für den südlichen Teil des späteren Kreises Leobschütz, sowie die Fürstentümer Teschen und Troppau-Jägerndorf und andere nach den Schlesischen Kriegen 1763 bei Österreich verbliebene Herrschaften, die nun als Österreichisch-Schlesien bezeichnet wurden, befinden sich die Bände im Staatsarchiv Troppau. Bei den Bänden im Staatsarchiv Breslau zu den zum Kreis Leobschütz gehörigen Orten handelt es sich um Duplikate, während deren Originale sich im Staatsarchiv Troppau befinden.
Bisher wurden lediglich die Bände 29 und 30 (Oberglogau in Oberschlesien) durch die Historische Kommission für den Kreis Neustadt/OS e. V. transkribiert und veröffentlicht.